# Kristjan Jaak Peterson
Kristjan Jaak Peterson (ur. 2 marca?/14 marca 1801 w Rydze, zm. 23 lipca?/4 sierpnia 1822 tamże) – estoński poeta i językoznawca, uważany za twórcę literatury estońskiej i współczesnej estońskiej poezji. Jego karierę pisarską przerwała przedwczesna śmierć spowodowana gruźlicą. Rocznica jego urodzin jest świętowana w Estonii od 1996 roku jako Dzień Języka Ojczystego (est. Emakeelepäev).
Po ponownym otwarciu Uniwersytetu w Dorpacie, które nastąpiło w 1802 roku, Kristjan Jaak Peterson był pierwszym studentem otwarcie deklarującym narodowość estońską, swoim krótkim życiem przyczyniając się do estońskiego odrodzenia narodowego (est. Ärkamisaeg).
Był autorem dwóch tomików wierszy, które zostały wydane pośmiertnie, podobnie jak napisane przez niego trzy wiersze w języku niemieckim. Za życia autora ukazało się tłumaczenie na niemiecki Mythologia Fennica, słownika fińskich pojęć mitycznych.

## Życiorys
Urodził się w 1801 roku jako trzeci syn Estena Jaaka (Johanna Jacoba) Petersona (ur. 1761 w Karuli) i Anny Elisabet z domu Michaiłowny (1777–1807), podobno polskiego pochodzenia. W domu mówiono po niemiecku i estońsku, dodatkowo Kristjan nauczył się szwedzkiego, w związku z pracą ojca, który był służącym przy szwedzko-estońskiej podparafii (Beichkreis) przy kościele św. Jakuba w Rydze.
Peterson odebrał edukację w ryskiej Jakobs-Elementarschule, a następnie w trzyklasowej 2. Kreisschule (Navigationsschule). Poznał wtedy łacinę, język francuski i rosyjski. W toku dalszej edukacji w rządowym gimnazjum (Gouvernementsgymnasium) w Rydze samodzielnie zgłębiał języki azjatyckie, dawał korepetycje z greckiego i pracował nad własnym opracowaniem gramatyki języka szwedzkiego.
W 1818 roku ukończył pierwszy zbiór wierszy, podjął też pracę nad dziennikiem. Opublikował pierwsze prace lingwistyczne. W styczniu 1819 wstąpił na Wydział Teologiczny Uniwersytetu w Dorpacie, na którym studiował przez trzy semestry. Wybór studiów był prawdopodobnie podyktowany jego marzeniem zostania misjonarzem. Uczęszczał na wykłady orientalisty Wilhelma Friedricha Hezela. Ukończył też w tym roku drugi zbiór poezji.
Jako student Peterson wyróżniał się ekstrawaganckim strojem, zachowaniem naśladował greckich cyników. Został ukarany dwudniowym karcerem za przebywanie w mieście w późnych godzinach nocnych i „nieprzyzwoite zachowanie”. 15 maja 1820 przerwał studia – być może z powodów zdrowotnych, finansowych, a także z powodu odejścia Hezela z uczelni. Przez kolejne miesiące pracował jako nauczyciel prywatny w Rydze; nauczał hebrajskiego, rosyjskiego, łaciny, rosyjskiego, angielskiego, niemieckiego i matematyki. Kontynuował swoje studia lingwistyczne. W 1821 ukazało się jego niemieckie tłumaczenie Mythologia Fennica z języka szwedzkiego.
Na 21. urodziny jego przyjaciel Franz Burchard Dörbeck ofiarował mu akwatintowy portret artysty swojego autorstwa. Akwatinta – jedyny zachowany wizerunek Petersona – została znaleziona w 1913 roku w zbiorach J. C. Brotzego w bibliotece miejskiej w Rydze; nie wyjaśniono w jaki sposób się tam znalazła.
Peterson zmarł na gruźlicę 4 sierpnia 1822 roku w Rydze. Został pochowany na Cmentarzu św. Jakuba (St.-Jakobi-Kirchhof), jednak dokładne miejsce pochówku nie jest znane.

## Upamiętnienie

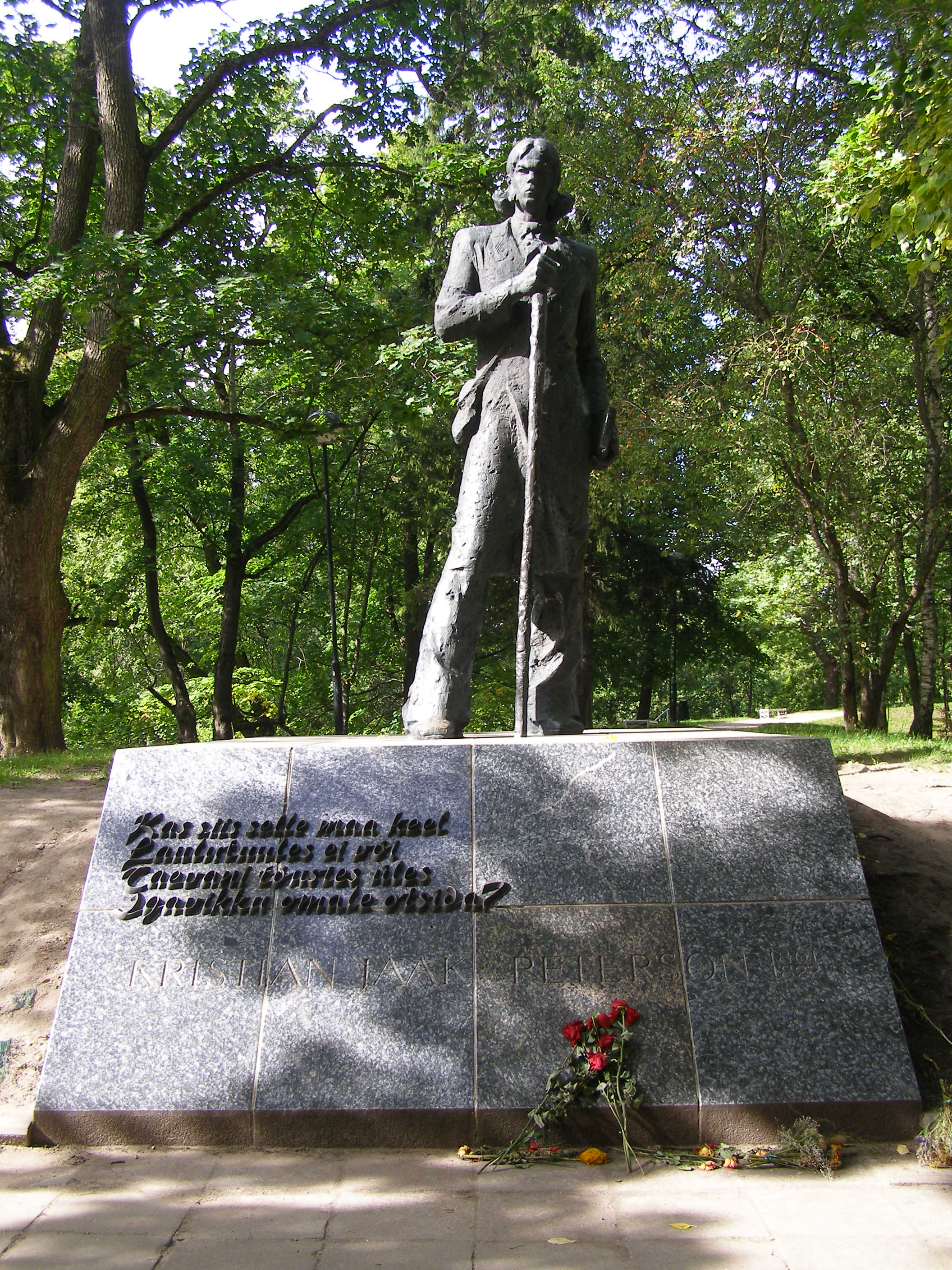
Pomnik Petersona w Tartu

W 1983 roku odsłonięto w Tartu jego pomnik. W 200. rocznicę jego urodzin wydano dzieła zebrane Petersona, w tym jego dziennik, w dwujęzycznym, estońsko-niemieckim wydawnictwie.
W 1975 roku ukazała się powieść Jaana Krossa Taevakivi, której jednym z bohaterów jest Peterson. Powieść o Petersonie napisała też Maimu Berg.

## Dzieła
- Kristiani Jago Petersoni laulud. Rialinnas, 1818
- Ueber den Gebrauch der beiden Ablative im Ehstnischen. Beiträge zur genauern Kenntniss der ehstnischen Sprache (1818)
- Ueber den Gebrauch des Nom. Gen. und Acc. bei einem Verb. Act. Beiträge zur genauern Kenntniss der ehstnischen Sprache (1818)
- Kristiani Jago Petersoni laulud. Tartolinnas, 1819
- Ueber den Gebrauch des Nom. Gen. und Acc. bei einem Verb. Act, Ueber den Gebrauch der beiden Ablative im Ehstnischen, Ning und ja. Beiträge zur genauern Kenntniss der ehstnischen Sprache 12 (1818)
- Etwas über die Verbal-Endungen der ehstnischen Zeitwörter. Beiträge zur genauern Kenntniss der ehstnischen Sprache 13, s. 93–94 (1821)
- Finnische Mythologie. Beiträge zur genauern Kenntniss der ehstnischen Sprache 14 (1821)
- Das Charakteristische der Consonanten, mit besonderer Hinsicht auf die ehstnische Sprache. Beiträge zur genauern Kenntniss der ehstnischen Sprache 13, s. 86–93 (1821)
- Ueber den Accusativ und Ablativ beim Komparativ. Beiträge zur genauern Kenntniss der ehstnischen Sprache 16 (1823)
- Kristian Jaak Peterson’s Literärischer Nachlass. Gesammelt und mit einem Register versehen von J. H. Rosenplänter. Pernau im August 1833
- Laulud, päevaraamat ja kirjad. Tartu: Eesti kirjanduse seltsi koolikirjanduse toimkonna kirjastus, 1922

W przekładzie na język polski ukazał się wiersz Petersona pt. Poeta, przetłumaczony przez Kazimierę Zawistowicz. Wiersz ten został opublikowany w tomie zatytułowanym Literatura Bursztynowego Wybrzeża, oprac. M. Warneńska i A. Galis, Warszawa 1962, s. 60.